# 拱胸虫
拱胸虫（学名：Cyphocolpus virginis）为圆管虫科拱胸虫属的动物。分布于中太平洋，包括东海等海域。